# Svetovid
Svetovid, Svantovit o Sventovit es conocido por los antiguos eslavos como "El Dios del Universo" y "El que observa el mundo". En algunas leyendas eslavas precristianas de la creación del mundo se describe a Svetovid como creador de la Tierra y el hombre. 
En épocas posteriores se transformó en la deidad de la guerra, el Sol, la fertilidad y la abundancia. 
Primariamente venerado en la Isla Rügen en el siglo XII. Este dios es con frecuencia considerado una variante local rugiana del dios proto-eslavo Perún.
Es una de las deidades de más elevada jerarquía en toda la mitología eslava, ya que muchos otros dioses se consideran manifestaciones o aspectos de Svetovid.
A veces se refieren a él como Beli (o Byali) Vid (Beli= blanco, radiante, brillante).
Svetovid es frecuentemente representado con una espada o arco en una mano y con un cuerno para beber en la otra. Otro símbolo importante incluido en las ilustraciones que se encontraban en los templos de este dios y se utilizaban para la adivinación es el pegaso blanco. 

## Apariencia
Svetovid es asociado con la guerra y la adivinación, y es representado como un dios de cuatro cabezas. Con dos cabezas mirando hacia adelante y dos cabezas mirando hacia atrás.
Una estatua que retrata a este dios, lo muestra con cuatro cabezas, cada una mirando en una dirección diferente. Una representación simbólica de los cuatro puntos cardinales y también tal vez de las 4 estaciones del año.
Cada cara tiene un color específico. La cara del norte de este tótem es blanca (por lo tanto Rusia Blanca/Bielorrusia y el Mar Blanco). La cara de occidente es roja (por lo tanto Rutenia Roja). La cara del sur es negra (El mar negro). La cara del este es verde (por lo tanto Zelenyj Klyn).

## Etimología
Boris Rybakov argumenta que las cuatro caras son identificaciones de los dioses Perún, Svarog, Lada y Mokosh. Unidos ellos pueden ver los 4 lados del mundo. Esto dio lugar a una posible etimología del dios como "vidente del mundo" (svet=mundo, vid= vista)  Svetovid= "el que observa el mundo". Sin embargo, las formas Sventevith y Zvantewith muestran que el nombre deriva de la palabra svet, que significa "santo, sagrado". El segundo término es a veces reconstruido como Vit = "señor, soberano, triunfador".
El nombre registrado en las crónicas de los monjes cristianos contemporáneos es Svantevit, que, si bien se supone que se transcribió correctamente, podría ser un adjetivo que significa "amaneciente" o "el que amanece" (svantev, svitanje = "amanecer, salida del Sol en la mañana" + el sufijo de adjetivo "it"). Implicando una conexión con el "Lucero del Alba" o con el Sol en sí mismo.

## Nombres alternativos
Más allá de los nombres con los cuales se hace referencia a este dios, Svetovid también puede ser conocido como Svitovyd (ucraniano), Svyatovit (nombre alternativo en ucraniano), Svetovid (serbio, croata, esloveno, macedonio y bosnio, también nombre alternativo en búlgaro). Suvid (nombre alternativo en serbio, croata y bosnio), svantevit (lenguas sorbias, nombre alternativo en ucraniano y posiblemente el nombre original proto-eslavo). Svantevid (nombre alternativo en serbio, croata y bosnio), Svantovit (checo y eslovaco), Svantovit (checo), Svantovid (alternativo en serbio-croata y bosnio), Swantovit, Sventovit, Zvantevith (latino y alternativo en serbio-croata), Swietowit (polaco), Swiatowid, Stuvid, Svevid, y Vid.

## Culto
El nombre original de la isla Rügen o Rugia Danesa en el Mar Báltico era Rujan (que significa rojo en el eslavo antiguo); por lo tanto este nombre sería "La Isla Roja". Los habitantes autóctonos de la isla eran una tribu eslava, los Rujani, cuyo nombre era afín a la isla, traduciéndose así como "la gente de Rujan". Después de la destrucción y asimilación de la isla Rujan por los daneses en 1168, el nombre original de Rujan fue cambiado por Rügen en alemán y Rugia en danés.
Según diversas crónicas nórdicas como la Gesta Dantorum de Saxo Grammaticus y la Crónica Slavorum de Helmod, el templo de Jaromarsburg contenía una estatua gigante de madera del dios Svetovid representado con cuatro cabezas o una cabeza de cuatro caras y un cuerno de la abundancia. Cada año, el cuerno era rellenado con hidromiel fresca. Este templo se encontraba en la ciudad de la Isla Rügen llamada Arkona, actualmente Cabo Arkona.

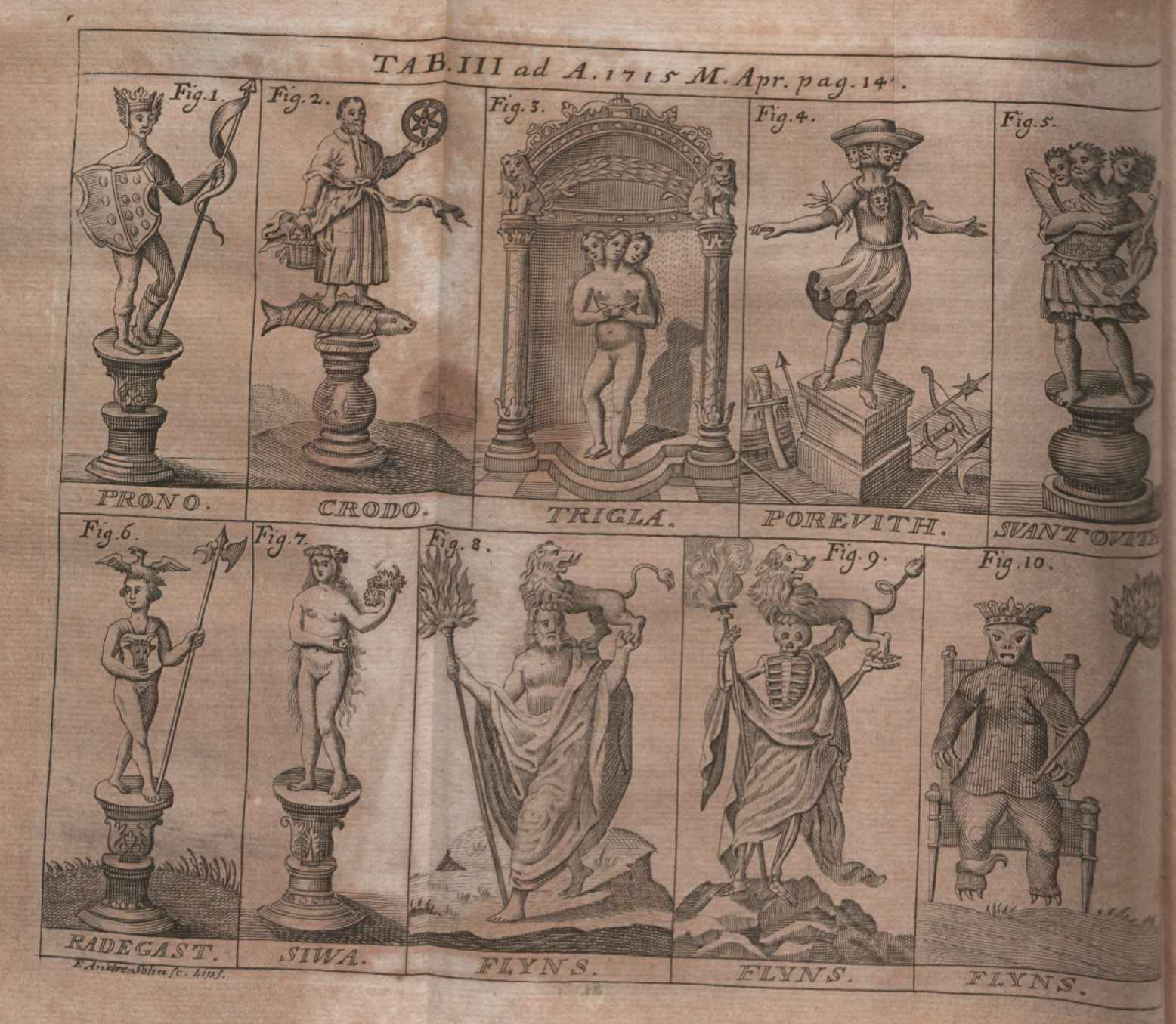
Ill. 5. Svetovid desde Acta Eruditorum, 1715.

El templo fue también la sede de un oráculo en el que el sumo sacerdote predijo el futuro de su tribu mediante la observación del comportamiento de un caballo blanco identificado con Svetovid y hechando los dados ( los oráculos de caballos tienen una larga historia en esta región, siendo ya atestiguada en los escritos de Tácito). 
El templo también contiene el tesoro de la tribu y fue defendido por un grupo de 300 guerreros a caballo que formaron el núcleo del cuerpo armado de la tribu.

## Orígenes
Algunas interpretaciones afirman que Svetovid era otro nombre de Radegast, mientras que en otros estados afirmaban que él era un dios falso, una construcción sorbia basada en el nombre de San Vito. Sin embargo, la práctica común de la iglesia cristiana fue la de sustituir las deidades y los lugares de culto con personas análogas y rituales de contenido cristiano. Por lo cual parece más probable que San Vito sea un personaje ficticio creado para reemplazar a Svetovid. De acuerdo a una interpretación muy común, Svetovid era una contraparte Rugiana del dios proto-eslavo Perún.
En la isla de Brac de Croacia, el pico más alto se llama Montaña de Vid. En los Alpes Dináricos hay un pico llamado "Suvid" y una iglesia de San Vid. Entre los serbios, el culto a Svetovid se conserva parcialmente a través de la Fiesta de San Vito, "Vidovdan". Este es uno de los eventos anuales más importante de la tradición cristiana ortodoxa de Serbia.

## En la ciencia ficción
La historia de ciencia ficción "Delenda Est" de Poul Anderson, representa una historia mundial alternativa en donde Cártago derrota a Roma, por lo tanto el cristianismo nunca surge, y en el siglo XX Svetovid sigue siendo una deidad principal de una importante potencia europea llamada Littorn (es decir, Lituania). En la historia, un devoto de este dios se llama Boleslav Arkonsky. Un nombre evidentemente derivado del templo antes mencionado en la ciudad de Arkona.